# Bulgaroperla
Bulgaroperla is een geslacht van steenvliegen uit de familie Perlodidae. De wetenschappelijke naam van het geslacht is voor het eerst geldig gepubliceerd in 1966 door Raušer.

## Soorten
Bulgaroperla omvat de volgende soorten:
- Bulgaroperla mirabilis Raušer, 1966